# DMAX
DMAX, també anomenat Discovery Max, és un canal de televisió per cable o satèl·lit propietat de Discovery Communications que transmet una gran varietat de programes d'entreteniment de no-ficció. Dmax és operat per Discovery Networks Deutschland en Free to air per Alemanya, Àustria i Suïssa. Encara que el canal està àmpliament disponible a la resta d'Europa.
DMAX es pot trobar als satèl·lits Astra 1H, 1L, i 3A i enllaçada per SES Platform Services, l'empresa germana de SES Astra.
DMAX fou creada per Discovery Communications a partir de l'estació alemanya XXP. Discovery va comprar XXP l'1 de gener de 2006. DMAX es va llançar com a canal de televisió en obert l'1 de setembre. El seu nom va ser inventat pel director creatiu de Discovery James Gilbey qui va demanar a les agències de disseny que presentessin noms en una competició innovadora. L'agència guanyadora va ser RedBee amb seu a Londres. El seu canvi de marca més recent va ser creat per Artillery Design Ltd amb seu a Brighton Regne Unit. La seva programació inclou programes d'aventura, cotxes, tecnologia, divulgació científica i bricolatge. Dmax no inclou futbol ni programes eròtics. El seu Director General és Patrick Hörl.

## Regne Unit i Irlanda
Amb l'èxit de DMAX en Alemanya un canal per separat es va anunciar al Regne Unit i Irlanda el 22 de novembre de 2007, i inicià la seva programació el 8 de gener de 2008.
A més un canal timeshift anomenat DMAX+1 (el mateix però avançat una hora) estava disponible des del seu llançament. Un canal timeshift de dues hores anomenat DMAX+2 va ser llançat a Sky l'1 d'abril de 2008. Un altre canal timeshift anomenat DMAX+1.5 va ser llançat en Sky el 18 d'agost de 2008. DMAX 1.5 es va tancar el 2 de novembre de 2009, quan es va inaugurar el canal Quest +1.

## Itàlia
Es va llançar en novembre de 2011, i ja és entre els canals més vists al país. Una producció seva, Unti i bisunti, es retransmetré també a l'estat espanyol com El chef Rubio.

## Espanya
A Espanya es va llançar amb el nom de Discovery Max el 12 de gener de 2012, encara que actualment se'l coneix com a DMAX, igual que les altres versions internacionals.